# 丁懋時
丁懋時（1925年10月10日—），中華民國政治人物，雲南賓川人，著名外交官。兄為丁中江。

## 經歷
- 駐盧安達代辦
- 駐盧安達大使
- 駐薩伊共和國大使
- 中華民國出席聯合國大會第24屆、25屆常會代表團副代表
- 外交部非洲司司長
- 新聞局局長及政府發言人
- 國民黨文工會主任
- 外交部常務次長
- 駐大韓民國大使
- 外交部政務次長
- 外交部部長
- 駐美國代表處代表
- 國家安全會議秘書長
- 總統府秘書長
- 總統府資政

## 荣誉

### 中华民国勋章奖章
- 二等景星勋章（1966年6月25日批准[1]）
- 一等景星勋章（1999年2月1日于台北总统府颁授[2]）

## 家庭
- 夫人：丁史美暢，黃杰的外甥女。

## 外部連結
- 中華民國行政院新聞局歷任局長：第八任局長 丁懋時先生

| 中華民國政府職務 | 中華民國政府職務                                    | 中華民國政府職務               |
| ---------------- | --------------------------------------------------- | ------------------------------ |
| 行政院           |                                                     |                                |
| 前任： 錢 復     | 新聞局局長 第八任 1975年5月24日－1979年1月25日      | 繼任： 宋楚瑜 （代理，後真除） |
| 前任： 朱撫松    | 外交部部長 第九任 1987年4月22日－1988年7月20日      | 繼任： 連 戰                   |
| 總統府           |                                                     |                                |
| 前任： 施啟揚    | 國安會秘書長 第六任 1994年9月1日－1999年1月31日     | 繼任： 殷宗文                  |
| 前任： 章孝嚴    | 總統府秘書長 第十七任 1999年12月22日－2000年5月20日 | 繼任： 張俊雄                  |
| 外交職務         |                                                     |                                |
| 中華民國外交部   |                                                     |                                |
| 前任： 錢 復     | 駐美代表 第四任 1988年8月25日－1994年9月8日         | 繼任： 魯肇忠                  |